# Heaven’s Gate
Heaven’s Gate (pol. Wrota Niebios, Brama Niebios lub Brama do Niebios) – grupa religijna założona w 1974 roku przez Marshalla Applewhite’a oraz Bonnie Nettles. Dnia 26 marca 1997 roku policja odkryła ciała 39 członków grupy, którzy popełnili zbiorowe samobójstwo, gdyż uważali, iż śmierć sprawi, że przeniosą się oni do obcego statku kosmicznego, który miałby się rzekomo znajdować za kometą Hale’a-Boppa, która w tym okresie przeszła przez peryhelium. Siedziba sekty mieściła się na przedmieściach San Diego. Heaven’s Gate łączyła wierzenia w cywilizację pozaziemską z chrześcijaństwem.

## Wierzenia
Członkowie Heaven’s Gate wierzyli, że Kosmiczni Bracia z Królestwa Niebieskiego, którzy rozpoczęli proces ewolucji na Ziemi, wrócą, by włączyć do swoich szeregów najbardziej zaawansowane duchowo jednostki. Wybrańcy musieli porzucić swoje ciała fizyczne. Według Applewhite’a, ewakuacja miała rozpocząć się wraz z nadejściem komety Hale’a-Boppa. W ogonie komety mieli znajdować się Kosmiczni Bracia. Kometa Hale’a-Boppa pojawiła się w wierzeniach Heaven’s Gate wkrótce po jej odkryciu w 1995 roku.
Według wierzeń sekty, dwa tysiące lat temu członkowie Królestwa Niebieskiego stwierdzili, że część ludzi rozwinęła się na tyle, by niektórzy z nich mogli zostać użyci jako „pojemniki” na depozyty duszy. Wśród nich był Jezus, który pozostawił swoje prawdziwe ciało wyższego poziomu, przybył na Ziemię i przybrał ludzkie ciało. Jezus zrobił to na polecenie Ojca, będącego starszym członkiem Królestwa Niebieskiego. Przejął ciało, mając 29 lub 30 lat, w momencie chrztu z rąk Jana Chrzciciela.
Applewhite zalecał abstynencję seksualną. Mężczyzn zachęcał do dokonywania kastracji.

## Historia
Marshall Herff Applewhite był nauczycielem muzyki w Houston, a później śpiewakiem operowym, zaś Bonnie Nettles pielęgniarką. Na początku lat 70. Applewhite przeżył załamanie nerwowe, które pojawiło się u niego po śmierci ojca, popadnięciu w długi i utracie pracy. W tym samym czasie zainteresował się literaturą fantastyczno-naukową i ufologią. Applewhite poznał Nettles w 1972 roku. Podobnie jak Applewhite, Nettles interesowała się ufologią, ponadto wykazywała zainteresowanie astrologią.
Applewhite był nazywany „Bo”, a Nettles „Peep”. Grupa zaczęła powstawać w 1974 roku. Rok później Heaven’s Gate liczyło dwudziestu członków z Oregonu. Applewhite i Nettles zdołali przekonać swoich wyznawców do porzucenia majątku i przeniesienia się do wschodniego Kolorado, gdzie czekać na nich miał pozaziemski statek kosmiczny. Ponieważ statek nigdy nie przybył, wspólnota rozpadła się. Bonnie Nettles zmarła na raka w 1985 roku. Po jej śmierci, na początku lat 90. Marshall Applewhite znalazł nowych wyznawców. W 1996 roku Heaven’s Gate prowadziło przedsiębiorstwo komputerowe.
Applewhite nagrywał i rozpowszechniał taśmy wideo, w których mówił o opuszczeniu Ziemi przez członków sekty. Do sekty należeli też informatycy, odpowiedzialni za prowadzenie strony internetowej Heaven’s Gate.

### Zbiorowe samobójstwo

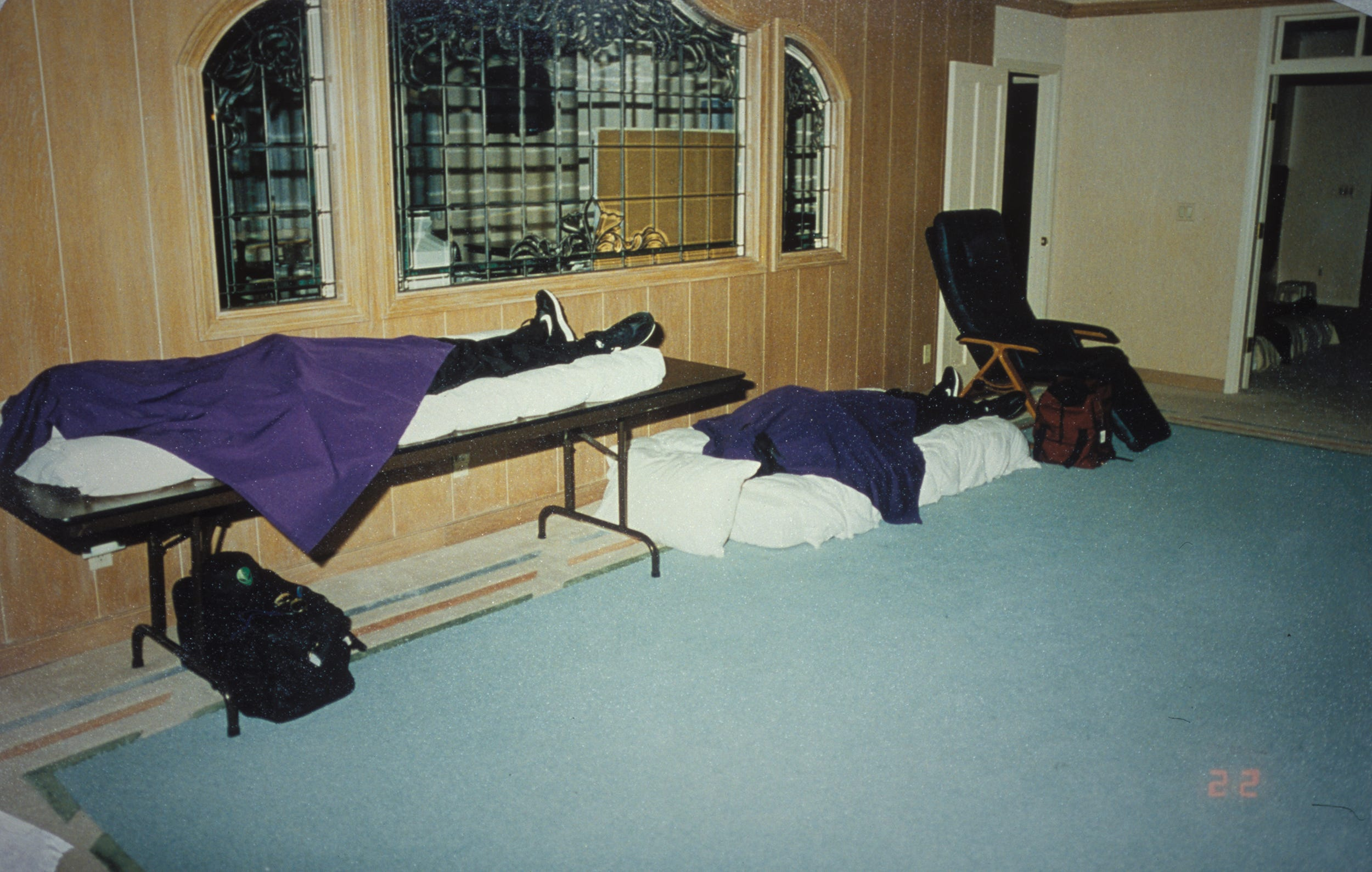
Ciała członków sekty po zbiorowym samobójstwie w Rancho Santa Fe

26 marca 1997 roku policja odkryła ciała 39 członków grupy, 21 kobiet i 18 mężczyzn. Ofiary miały od 26 do 72 lat. Zmarli pochodzili z Nowego Meksyku, Teksasu, Kalifornii, Kolorado, Arizony, Waszyngtonu, Ohio, Florydy i Minnesoty. Policja dotarła do pensjonatu w San Diego po anonimowym zgłoszeniu.
Zbiorowe samobójstwo przeprowadzono w trzy dni. Cały proces miał charakter rytualny. Prawdopodobnie niektórzy członkowie asystowali przy uśmiercaniu pozostałych osób. Ostatnie dwie ofiary miały założone na głowach plastikowe torby. Samobójcy przed śmiercią pili sok jabłkowy, a następnie drinka składającego się z wódki z fenobarbitalem, po czym dusząc się zakładali worki plastikowe na głowę.
Przy samobójcach znaleziono dowody osobiste. Ofiary były ubrane w czarne garnitury i miały założone czarne buty sportowe Nike. Twarze i klatki piersiowe przykryto fioletowymi całunami. Ich torby były starannie spakowane w sypialniach. Każda z ofiar miała w kieszeni banknot pięciodolarowy i kilka ćwierćdolarówek. Podczas śledztwa nie znaleziono śladów krwi, a jedyną broń należącą do sekty stanowił pistolet.
Dwóch członków sekty, Charles Edward Humphrey i Wayne Cooke popełniło samobójstwo po wydarzeniu z 26 marca 1997 roku. Cooke zmarł w maju 1997 roku, a Humphrey w lutym 1998 roku na pustyni w Arizonie.
Zbiorowe samobójstwo członków Heaven’s Gate przyczyniło się do negatywnego odbioru hasła „religia w Internecie” w dyskursie dziennikarskim.